# Douglas Hartree
Douglas Rayner Hartree (Cambridge, 27 marzo 1897 – Cambridge, 12 febbraio 1958) è stato un matematico e fisico inglese, noto per i suoi contributi allo sviluppo dell'analisi numerica e alle sue applicazioni in fisica atomica e chimica computazionale, sviluppando il metodo di Hartree-Fock.

## Biografia
Figlio di William, docente universitario di ingegneria, e di Eva Rayner, attiva in politica e che ricoprì anche il ruolo di sindaco, frequentò il St. John's College di Cambridge. Durante la prima guerra mondiale interruppe gli studi e si unì ad un gruppo di lavoro di balistica antiaerea diretto da Archibald Vivian Hill, interessandosi ed acquisendo una notevole abilità nei calcoli e nei metodi matematici.
Terminata la prima guerra mondiale e tornato a Cambridge, l'occasione di un incontro con Niels Bohr, avvenuta nel 1921, lo invogliò a dedicare le sue conoscenze matematiche alla risoluzione delle equazioni differenziali necessarie per calcolare le funzioni d'onda atomiche. Nello stesso anno ottenne la laurea in scienze naturali, e nel 1926 conseguì il PhD; fu in quest'ultimo periodo che elaborò una metodica che permette di ricavare le soluzioni dell'equazione di Schrödinger, fino ad allora considerata puramente teorica e di difficile applicazione pratica. I correttivi aggiunti da Vladimir Fock negli anni '30 condussero alla nota metodica di Hartree-Fock.
Nel 1929 Hartree ottenne la cattedra di matematica applicata alla Victoria University di Manchester. Nel 1933 si recò da Vannevar Bush presso il Massachusetts Institute of Technology per conoscere meglio l'analizzatore differenziale, computer analogico meccanico utilizzato per risolvere le equazioni differenziali, per poi costruirne un proprio modello l'anno successivo in Inghilterra.
Cominciò a interessarsi più strettamente alla fisica teorica a partire dal 1937, prima di tornare a Cambridge per insegnare fisica matematica nel 1946. Tra i suoi significativi studenti di dottorato sono annoverati Cicely Ridley, Oscar Buneman, Charlotte Fischer, Aaron Klug e Phyllis Nicolson. Continuò a dedicarsi ulteriormente all'informatica applicata utilizzando l'ENIAC per calcoli balistici ad uso militare.
Douglas Hartree morì di insufficienza cardiaca a Cambridge, nel 1958.